# Koos Andriessen
Jacobus Eye "Koos" Andriessen (Róterdam, 25 de julio de 1928-22 de enero de 2019) fue un político holandés de la Campaña Demócrata Cristiana (CDA).

## Biografía

### Primeros años
Andriessen se unió al Consejo Económico Social en 1959, renunciando a esa posición cuando fue nombrado Ministro de Economía de Holanda en 1963. 

### Política
Andriessen ocupó este cargo hasta 1965, cuando se unió a la junta directiva del Grupo de Empresas Van Leer. Se levantó para convertirse en el presidente de Van Leer, antes de partir en 1987 para convertirse en presidente de la Asociación de Empleadores Cristianos de Holanda. Luego, en 1989, regresó al cargo de ministro de Asuntos Económicos de Holanda, cargo que ocupó hasta 1994. Andriessen desempeñó un papel importante en los consejos de supervisión de empresas como Ballast Nedam, Elsevier, Randstad, ING Group, Hunter Douglas y Novograaf.

### Publicaciones
- Theorie van de Economische Politiek (Stenfert Kroese, Leiden 1962), un buen libro de texto sobre política económica con contribuciones de expertos holandeses y belgas: entre otros, JE Andriessen (ed.  ), Marcel van Meerhaeghe (ed.  ), Pieter Hennipman y HW Lambers.

## Decoraciones
| Honores           |                                                    |              |                         |            |
| Barra de la cinta | Honor                                              | País         | Fecha                   | Comentario |
|                   | Caballero de la Orden del León de los Países Bajos | Países Bajos | 30 de diciembre de 1963 |            |
|                   | Comandante de la Orden de Orange-Nassau            | Países Bajos | 8 de octubre de 1994    |            |